# Frederik I van Württemberg (koning)
Frederik Willem Karel (Treptow an der Rega, 6 november 1754 - Stuttgart, 30 oktober 1816) was als Frederik II van 1797 tot 1803 hertog, van 1803 tot 1806 als Frederik I keurvorst en van 1806 tot 1816 koning van Württemberg. Hij was de zoon van hertog Frederik Eugenius van Württemberg en Frederika Dorothea Sophia van Brandenburg-Schwedt. Vanwege zijn omvang werd hij Dikke Frederik genoemd. Volgens Napoleon had God hem geschapen om te tonen hoever de menselijke huid kon uitrekken zonder te barsten.
Frederik was van 1780 tot 1788 getrouwd met Augusta Caroline van Brunswijk, dochter van Karel Willem Ferdinand van Brunswijk.

Uit het huwelijk werden vier kinderen geboren:
- Willem Frederik Karel (1781-1864), koning van Württemberg
- Catharina Frederika Sophie Dorothea (1783-1835), gehuwd met Jérôme Bonaparte, koning van Westfalen
- Augusta Sophia Dorothea Maria (1783-1784)
- Paul Frederik Karel August (1785 -1847)

Frederik was van 1783 tot 1787 voor tsarina Catharina de Grote gouverneur-generaal van het Russische Finland. Hertogin Augusta kwam in deze periode (27 september 1788) onder onduidelijke omstandigheden om het leven in een slot in Letland nadat het echtpaar uit elkaar was gegaan. In 1797 hertrouwde Frederik te Londen met prinses Charlotte Augusta Mathilde van Groot-Brittannië en Ierland, dochter van koning George III en Charlotte van Mecklenburg-Strelitz. Uit dit huwelijk werd in 1798 een doodgeboren dochter geboren.

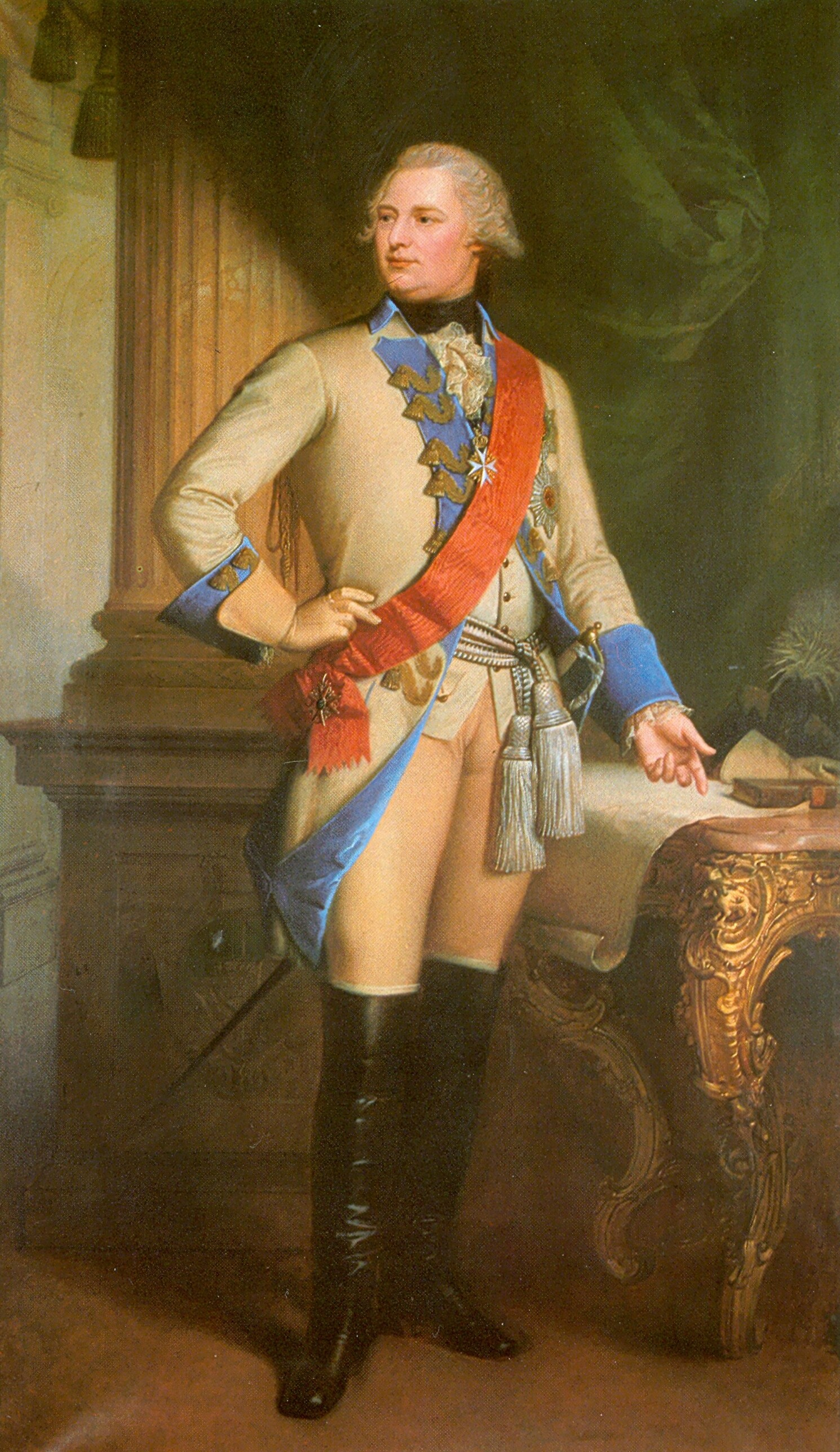
Frederik op jonge leeftijd.

Na de dood van zijn vader werd hij op 23 december 1797 als Frederik II regerend hertog van Württemberg. Hij was machtsbewust en opvliegend, maar een vastberaden politicus. Hij regeerde op neo-absolutistische wijze en maakte een einde aan de macht van de standen. In zijn zomerresidentie Slot Ludwigsburg te Ludwigsburg liet hij vele kamers in Empirestijl herinrichten.
In 1800 bezette het Franse leger Württemberg en Frederik en Charlotte vluchtten naar Wenen. Het jaar daarop kwam hij overeen dat Frankrijk Montbéliard zou krijgen in ruil voor Ellwangen. Op 25 februari 1803 werd hij keurvorst van Württemberg. Dankzij de Reichsdeputationshauptschluss van dat jaar (waarin het aantal Duitse vorstendommen flink werd teruggebracht) en de Vrede van Presburg van 1805 wist hij zijn land danig uit te breiden. Zijn nieuw verworven gebieden voegde hij samen in een staat met de naam Neuwürttemberg (Nieuw-Württemberg) die vanuit Ellwangen werd geregeerd. Württemberg werd meegesleept in de oorlogen van Napoleon en moest hem voorzien van hulptroepen. In oktober 1805 kwam Napoleon zelf naar Ludwigsburg om met de keurvorst te onderhandelen. Frederik zou zich hierbij zeer zelfbewust hebben gedragen.
Op 1 januari 1806 werd Frederik koning en op 12 juli werd hij lid van de Rijnbond. Zijn land werd weer flink uitgebreid en was nu bijna tweemaal zo groot als vóór 1803. Württemberg was protestants maar omsloot ook grote katholieke regio's. De koning streefde gelijke behandeling van de twee religies na. Alle gebieden werden nu samengevoegd en het bestuur werd ingrijpend gewijzigd. Frederik deed dit op op autoritaire wijze en zonder veel rekening te houden met de tradities van zijn nieuwe gebieden.
Aan de Russische veldtocht van 1812 namen 12.000 Württembergse soldaten deel, van wie er maar een paar honderd terugkeerden. In 1814 keerde Frederik zich tegen Napoleon en nam deel aan de oorlog tegen hem. De laatste jaren van zijn heerschappij werden overschaduwd door crises. Het volk eiste een constitutie, maar Frederiks voorstel werd afgekeurd. Na een kort ziekbed stierf hij op 30 oktober 1816 in Stuttgart. Hij werd begraven op slot Ludwigsburg en opgevolgd door zijn zoon Willem I.
De steden Friedrichshafen en Bad Friedrichshall zijn naar hem vernoemd.

## Voorvaderen
| Frederik I van Württemberg             | Frederik I van Württemberg                                                                                         | Frederik I van Württemberg                                                                                         | Frederik I van Württemberg                                                                                         | Frederik I van Württemberg                                                                                         | Frederik I van Württemberg                                                                                         | Frederik I van Württemberg                                                                                         | Frederik I van Württemberg                                                                                         | Frederik I van Württemberg                                                                                         |
| -------------------------------------- | --- | --- | --- | --- | --- | --- | --- | --- |
| Overgrootouders                        | Frederik Karel van Württemberg-Winnental (1653–1698) ∞ Eleonora Juliana van Brandenburg-Ansbach(1663-1724)         | Frederik Karel van Württemberg-Winnental (1653–1698) ∞ Eleonora Juliana van Brandenburg-Ansbach(1663-1724)         | Anselm Franz von Thurn und Taxis (1681–1739) ∞ Maria Ludovika Anna von Lobkowitz (–)                               | Anselm Franz von Thurn und Taxis (1681–1739) ∞ Maria Ludovika Anna von Lobkowitz (–)                               | Filips Willem van Brandenburg-Schwedt (1669–1711) ∞ Johanna Charlotte van Anhalt-Dessau (1682–1750)                | Filips Willem van Brandenburg-Schwedt (1669–1711) ∞ Johanna Charlotte van Anhalt-Dessau (1682–1750)                | Frederik Willem I van Pruisen (1688–1740) ∞ Sophia Dorothea van Hannover (1687–1757)                               | Frederik Willem I van Pruisen (1688–1740) ∞ Sophia Dorothea van Hannover (1687–1757)                               |
| Grootouders                            | Karel Alexander van Württemberg (1684–1737) ∞ 1727 Maria Augusta von Thurn und Taxis (1706–1756)                   | Karel Alexander van Württemberg (1684–1737) ∞ 1727 Maria Augusta von Thurn und Taxis (1706–1756)                   | Karel Alexander van Württemberg (1684–1737) ∞ 1727 Maria Augusta von Thurn und Taxis (1706–1756)                   | Karel Alexander van Württemberg (1684–1737) ∞ 1727 Maria Augusta von Thurn und Taxis (1706–1756)                   | Frederik Willem van Brandenburg-Schwedt (1700–1771) ∞1734 Sophia Dorothea van Pruisen (1719–1765)                  | Frederik Willem van Brandenburg-Schwedt (1700–1771) ∞1734 Sophia Dorothea van Pruisen (1719–1765)                  | Frederik Willem van Brandenburg-Schwedt (1700–1771) ∞1734 Sophia Dorothea van Pruisen (1719–1765)                  | Frederik Willem van Brandenburg-Schwedt (1700–1771) ∞1734 Sophia Dorothea van Pruisen (1719–1765)                  |
| Ouders                                 | Frederik Eugenius van Württemberg (1732–1797) ∞ 1753 Frederika Dorothea Sophia van Brandenburg-Schwedt (1736–1798) | Frederik Eugenius van Württemberg (1732–1797) ∞ 1753 Frederika Dorothea Sophia van Brandenburg-Schwedt (1736–1798) | Frederik Eugenius van Württemberg (1732–1797) ∞ 1753 Frederika Dorothea Sophia van Brandenburg-Schwedt (1736–1798) | Frederik Eugenius van Württemberg (1732–1797) ∞ 1753 Frederika Dorothea Sophia van Brandenburg-Schwedt (1736–1798) | Frederik Eugenius van Württemberg (1732–1797) ∞ 1753 Frederika Dorothea Sophia van Brandenburg-Schwedt (1736–1798) | Frederik Eugenius van Württemberg (1732–1797) ∞ 1753 Frederika Dorothea Sophia van Brandenburg-Schwedt (1736–1798) | Frederik Eugenius van Württemberg (1732–1797) ∞ 1753 Frederika Dorothea Sophia van Brandenburg-Schwedt (1736–1798) | Frederik Eugenius van Württemberg (1732–1797) ∞ 1753 Frederika Dorothea Sophia van Brandenburg-Schwedt (1736–1798) |
| Frederik I van Württemberg (1754–1816) | | | | | | | | |